# Ignacy Bukowski (oficer)

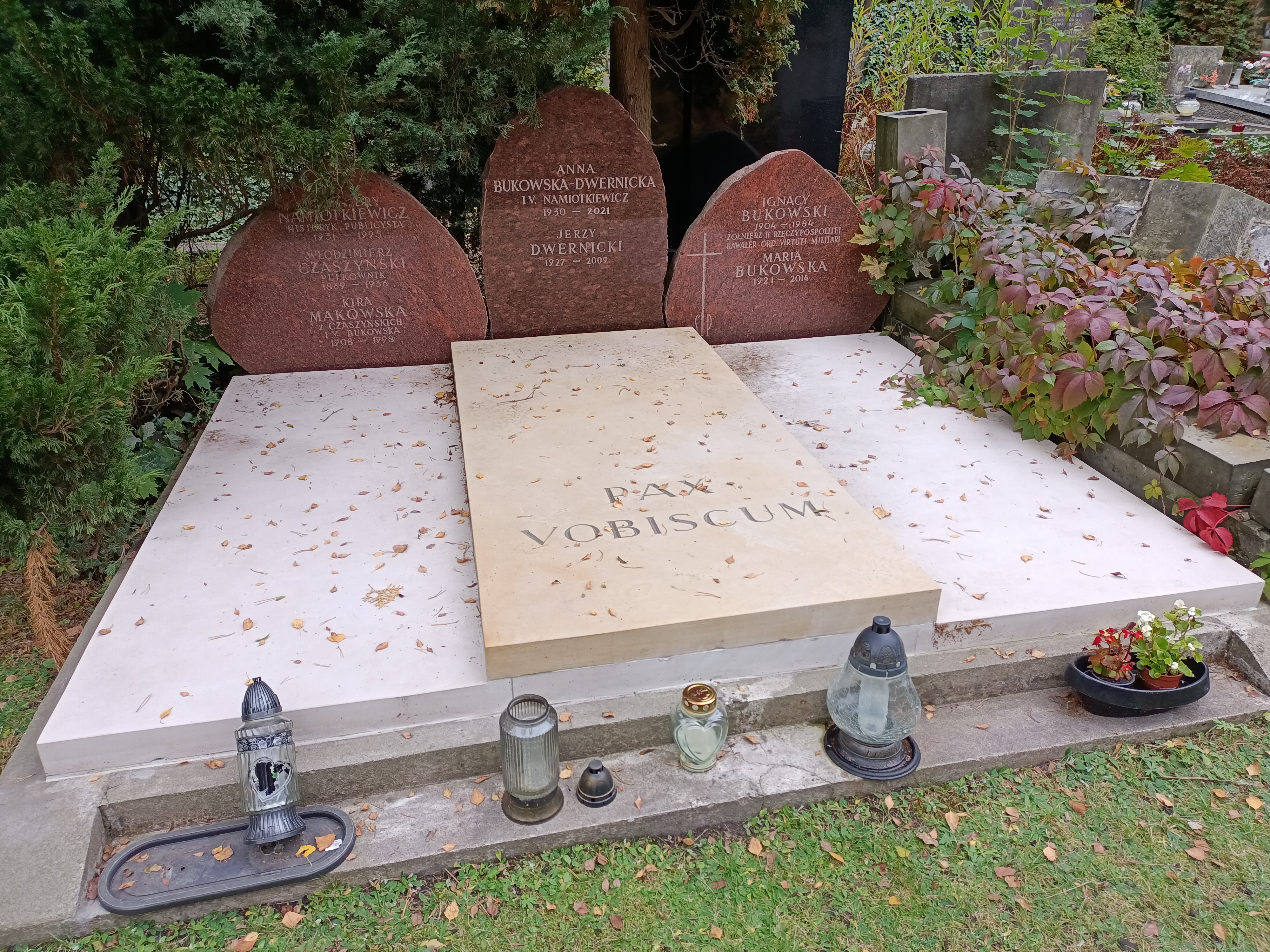
Grób Ignacego Bukowskiego na cmentarzu Wojskowym na Powązkach

Ignacy Bukowski (ur. 12 grudnia 1904 w Warszawie, zm. 30 lipca 1984 tamże) – pułkownik dyplomowany Wojska Polskiego, kawaler Orderu Virtuti Militari, attaché wojskowy.

## Życiorys
Urodził się 12 grudnia 1904 w Warszawie. Był synem Ignacego (1845-1918) i Anny z domu Friboli (1881-1925). Jego ojciec był kupcem, matka nauczycielką.
Od 1914 był uczniem Gimnazjum Praskiego. W 1919 wstąpił do Korpusu Kadetów nr 2 w Modlinie. W sierpniu 1920 służył przez miesiąc ochotniczo w wojsku polskim jako kurier w kompanii sztabowej dowództwa 6 Armii. Egzamin dojrzałości zdał w 1923.
W latach 1923–1925 był słuchaczem Oficerskiej Szkoły Artylerii w Toruniu. Ukończył ją z druga lokatą. W październiku 1925 został mianowany podporucznikiem artylerii ze starszeństwem od 1 lipca 1925. W latach 1925–1932 służył w 11 Dywizjonie Artylerii Konnej (w 1929 jednostka ta stała się częścią Brygady Kawalerii „Toruń”). W 1927 awansowany do stopnia porucznika, w jednostce był m.in. dowódca plutonu. W 1932 rozpoczął naukę w Wyższej Szkole Wojennej. Po pierwszym roku został razem z Leonem Fudakowskim skierowany na studia w paryskiej Ecole Supérieure de Guerre. Studia tamże ukończył w lipcu 1935. 27 czerwca 1935 prezydent RP nadał mu stopień kapitana z dniem 1 stycznia 1935 i 72. lokatą w korpusie oficerów artylerii. Z dniem 1 sierpnia 1935 otrzymał tytuł oficera dyplomowanego. W tym samym miesiącu otrzymał przydział do 9 Dywizji Piechoty w Siedlcach, tam do października 1937 był I oficerem sztabu, następnie odbył staż liniowy w 9 Pułku Artylerii Lekkiej jako dowódca baterii, od 23 marca 1939 do 21 sierpnia 1939 był kwatermistrzem 9 DP.
Bezpośrednio przed wybuchem II wojny światowej został skierowany do sztabu Grupy Operacyjnej „Wschód”. W czasie kampanii wrześniowej był w niej szefem Oddziału Informacyjnego. Uczestniczył w walkach pod Grudziądzem oraz bitwie nad Bzurą. Po tym jak GO przestała istnieć w nocy z 17 na 118 marca przedostał się do Warszawy, formalnie został przydzielony do dowództwa Armii „Poznań” (sama armia już wtedy nie istniała). 29 września 1939 dostał się w Warszawie do niewoli. Przebywał w Oflagu XI B w Brunszwiku, od czerwca 1940 do stycznia 1945 w Oflagu II C w Woldenbergu, następnie w Oflagu X A w Sandbostel i Oflagu X C w Lubece, gdzie doczekał wyzwolenia przez wojska brytyjskie w maju 1945. od 2 maja 1945 do 14 marca 1946 pełnił w Niemczech funkcję oficera łącznikowego pomiędzy zgrupowaniem byłych jeńców wojennych a brytyjskimi władzami opiekuńczymi. 
Następnie powrócił do Polski, ale został ponownie wysłany do Niemiec, tym razem z ramienia władz komunistycznych miał został szefem Oddziału Polskiej Misji Repatriacyjnej w Lubece. Równocześnie został tajnym współpracownikiem Oddziału II Sztabu Generalnego LWP. W  maju 1947 powrócił do Polski, w lipcu tegoż roku został przydzielony do dyspozycji szefa Oddziału II i równocześnie awansowany do stopnia podpułkownika (z pominięciem stopnia majora). Od października 1947 był członkiem Polskiej Partii Robotnicznej, w listopadzie 1947 otrzymał nominację na attaché wojskowego w Pradze. Wyjechał tam w grudniu tegoż roku. W lipcu 1948 został awansowany do stopnia pułkownika. Od listopada 1948 do listopada 1949 był attaché wojskowym w Paryżu. W styczniu 1950 został przeniesiony do dyspozycji szefa Departamentu Personalnego MON, a jeszcze w tym samym miesiącu został starszym referentem w Biurze Studiów Wojennych przy MON (początkowo był tam jedynym pracownikiem). Od sierpnia 1950 pozostawał bez przydziału, a z dniem 31 lipca 1951 został przeniesiony w stan spoczynku z uwagi na stan zdrowia. Utrzymywał się renty wojskowej, podjął też zatrudnienie w archiwum tygodnika Świat. 11 lutego 1952 został aresztowany pod zarzutem udziału w spisku wojskowym i szpiegostwa. w czasie trwającego dwa lata i dziewięć miesięcy śledztwa poddawano go licznym przesłuchaniom i wymuszono torturami fizycznymi i psychicznymi przyznanie się do szeregu w istocie niepopełnionych czynów, w tym konspiracji z Wacławem Komarem w celu obalenia władz państwowych i kierownictwa armii. Został wypuszczony bez postawienia zarzutów 30 listopada 1954.
W latach 1956–1962 pracował jako redaktor w wydawnictwie Wiedza Powszechna, w 1963 był krótko dyrektorem Biura Podróży Gromada. Tłumaczył dla Wydawnictwa MON książki z angielskiego, francuskiego i rosyjskiego ukazujące się w serii "Biblioteka Wiedzy Wojskowej". Od kwietnia 1964 do maja 1965 był członkiem polskiej delegacji w Międzynarodowej Komisji Nadzoru i Kontroli. Do końca życia był członkiem Polskiej Zjednoczonej Partii Robotniczej.
W 1974 opublikował wspomnienia obejmujące okres do 1939, zatytułowane Z minionych lat, cieszące się opinią jednej z ciekawszych relacji wojskowej dotyczącej okresu międzywojennego.
Za udział w kampanii wrześniowej został w 1948 odznaczony Krzyżem Srebrnym Orderu Virtuti Militari. W tym samym roku otrzymał czechosłowacki Order Lwa Białego III klasy
Zmarł 30 lipca 1984. Został pochowany na Cmentarzu Wojskowym na Powązkach.
Wdowa po nim oraz dwie córki otrzymały w 1992 odszkodowanie i zadośćuczynienie w związku z jego bezprawnym aresztowaniem.